# Cantonul Roubaix-Ouest
Cantonul Roubaix-Ouest este un canton din arondismentul Rijsel, departamentul Nord, regiunea Nord-Pas-de-Calais, Franța.

## Comune
- Croix
- Roubaix (Robaais) (parțial, reședință)
- Wasquehal (Waskenhal)